# Clay County (Mississippi)
Clay County is een county in de Amerikaanse staat Mississippi.
De county heeft een landoppervlakte van 1.058 km² en telt 21.979 inwoners (volkstelling 2000). De hoofdplaats is West Point.